# Кандия (езеро)
Езерото Кандия (на италиански: Lago di Candia, Лаго ди Кандия), разположено в община Кандия в района на Канавезе, на около тридесет километра от град Торино, Северна Италия, е последният езерен басейн с висока естественост в Пиемонтската Паданската низина преди планинската бариера на Западните Алпи.
Това състояние го прави особено важна пиемонтска влажна зона за птиците, особено по време на миграционни периоди и през зимните месеци.

## Природен парк
Разположено между Кандия Канавезе и Мацè, на 226 м надморска височина, езерото е с площ от 1,5 кв. км и средна дълбочина 4,7 м.
От 1995 г. езерото и околността са защитени като Природен парк от провинциален интерес и поради тази причина има забрана за лов. Риболовът е разрешен само за някои видове и само ако имаш редовно разрешение. Природният парк на езерото Кандия е създаден по предложение на тогавашната Провинция Торино и първият италиански провинциален парк, заема площ от 336,17 ха и се гордее с периметър от около 11,5 км. Към тази защита през 2009 г. е добавено и признаването на езерото Кандия като място от общностен интерес (код IT1110036).
Почти 350-те хектара включват освен самото езеро, блатото и малкото блато (paludetta), което е най-значимите площи от натуралистична гледна точка.
Задачата за захранването имат някои извори, разположени по южното крайбрежие. Каналът Траверсаро – зона от особен интерес заради своята растителност отговаря за оттока.
Съществуват над 400 флорални вида, включително някои необичайни хидрофилни сортове като фибринова детелина, утрикулария, potentilla palustre и много рядката водна теменужка (Hottonia palustris). От фаунистична гледна точка най-голямото богатство със сигурност представлява орнитофауната. Разположено по „югозападния“ маршрут, езерото е важно място за почивка на зимуващи и прелитащи птици. Изброени са 200 вида, сред които големият воден бик, малкият воден бик, пурпурната чапла и по-специално потапницата, което превръща парка в едно от основните места за гнездене в Италия.
Има малка и неясна историческа информация за рибната фауна. Със сигурност е известно, че от 16 век допреди няколко десетилетия съществува право на ползване от гражданите на езерото за професионален риболов, което е единствен източник на препитание за десетки местни семейства. Сред присъстващите видове са шаран, лин, щука, кефал, червеноперка, костур и сом (последните две – привнесени).
Паркът е интересен не само с езерната среда, но и с околните пространства: гори, тръстика и ливади. Наличието на парк е елемент за опазване на територията и за евентуално развитие на района. Може да се посети пеша, с велосипед или с лодка.

## Легенда
За езерото се носи любопитна легенда. Според нея саласите – жители на района са управлявани от Ипа – кралица и жрица на водната богиня Матиака, по-известна в Ирландия като Mórrígan или Моргана – страховитата богиня на гнева и господарка на бродовете, почитан от келтите. Изживявайки дълъг период на мир и плодородие, населението се увеличава до такава степен, че тя решава да бонифицира езерото, за да култивира нови площи и да произвежда повече храна. Твърди се, че кралицата-жрица нарежда на няколко мъже, начело с нейния любовник, да изкопаят изпускателен тунел за езерото. Междувременно обаче Ипа се влюбва в друг мъж и за да се отърве от стария, тя решава внезапно да скъса дигите по време на работите. Тя обаче прави грешна преценка: водите потопяват голяма част от селището, причинявайки безброй смъртни случаи, сред които и новият ѝ любим. Жената, поразена от угризения на съвестта, се самоубива, като се хвърля в езерото.

## Климат
В района на Кандия средната годишна температура е около 12°C, със средни дневни температури най-ниски през януари и най-високи през юли. Средногодишните валежи са около 815 mm вода, с минимум през януари и максимум през май. Средният брой на мразовитите дни през годината е 55 и почвата изглежда доста влажни през цялата година. Микроклиматът е умерен, доста влажен и без истински сух сезон. Зимите, с малко сняг, ниски температури и много мъгливи дни се редуват с горещо сухо лято с внезапни валежи. Пролетите, от друга страна, са много променливи, с непрекъснато редуване на дъждовни и слънчеви дни, малко като през есента, мек период с много слънчеви дни.

## Галерия с изображения
- Гледка към Палудета
- Бели водни лилии
- Лиски и диви патици в езерото
- Панорама на езерото